# سوزنی‌برگان (کتاب)
سوزنی‌برگان کتابی از کریم جوانشیر است که در سال ۱۳۶۳ منتشر و در مراسم کتاب سال جمهوری اسلامی ایران به‌عنوان کتاب برگزیده معرفی شد.